# 1959 au Yukon
Chronologie du Yukon
- 1955
- 1956
- 1957
- 1958
- 1959
- 1960
- 1961
- 1962
- 1963

Cette page concerne des événements d'actualité qui se sont produits durant l'année 1959 dans le territoire canadien du Yukon.

## Politique
- Commissaire  : Frederick Howard Collins (en)
- Législature : 18e

## Naissances
- 30 novembre : Louise Hardy, première yukonnaise d'origine à être députée fédérale de la circonscription du territoire du Yukon (1997-2000) et épouse du chef du Nouveau Parti démocratique du Yukon Todd Hardy.